# Anita Conti
Anita Béatrix Marthe Conti (Ermont, 17 de maig de 1899 - Douarnenez, 25 de desembre de 1997), nascuda Caracotchian, va ser una oceanògrafa i fotògrafa francesa.
Anita Conti va ser la primera dona oceanògrafa francesa. Entre les dues guerres mundials, va començar a fer els primers mapes de pesca, quan no es disposava més que de mapes de navegació. La seva activitat científica va contribuir a racionalitzar les pràctiques de pesca d'altura, però a partir de la dècada de 1940 es va preocupar pels efectes de la pesca industrial sobre els recursos de la pesca científica.

## Biografia
Anita Conti va néixer el 17 de maig de 1899 a Ermont, al departament de Val-d'Oise. Els seus pares eren Leven Caracotchian, cirurgià d'origen armeni, nascut a Turquia (a França va adoptar el nom de Léon Caracotch), i Alice Lebon, francesa. Viatjava sovint amb els seus pares a través d'Europa. La família va instal·lar-se a la costa nord de la Bretanya i Anita i el seu germà no van anar a l'escola, sinó que van ser educats per la mare en un veïnat de pescadors, amb els quals Anita s'embarcava regularment i dels quals va agafar l'afició a la mar. L'any 1914, a l'inici de la Primera Guerra Mundial, la família es va refugiar a l'illa d'Oléron, on la noia es dedicava a la vela, la lectura, i hi va fer les seves primeres fotografies.

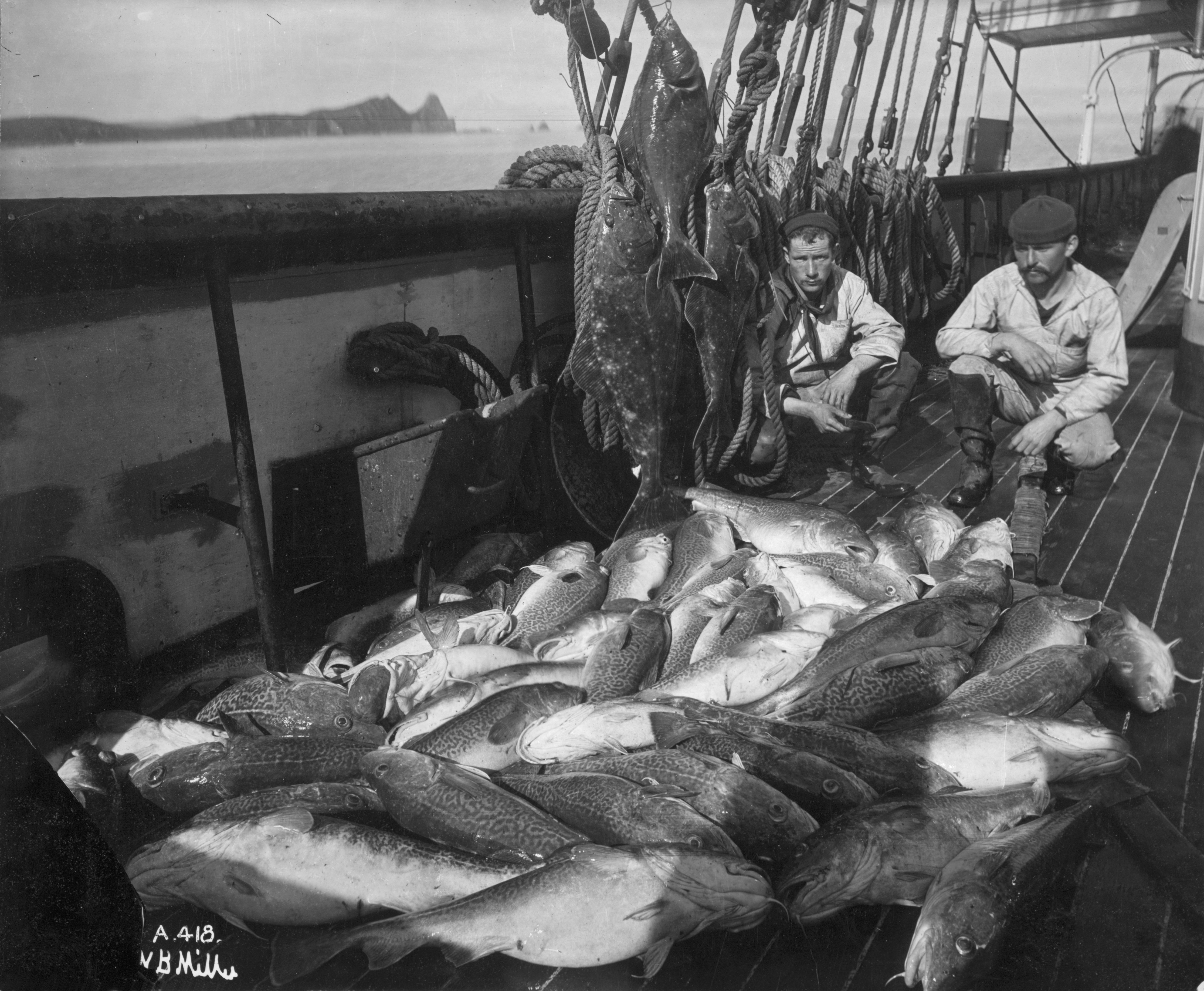
Vaixell de pesca d'Alaska amb bacallà i halibut

### Inicis
Després de la guerra, Anita Caracotchian va instal·lar-se a París, on va destacar en l'ofici d'enquadernadora d'art. L'any 1927 es va casar amb el diplomàtic Marcel Conti i va continuar passant molt de temps embarcada en vaixells de pesca, i llegint i estudiant, per saber-ho tot de la mar: fauna i flora, història, etc.
Va publicar articles a La République, s'embarcava en vaixells de pesca d'areng o en vaixells de vela per a la pesca del bacallà per viure el dia a dia dels treballadors de la mar. Ho observava i fotografiava, i en prenia notes.
Com a periodista i especialista del món de la pesca, va participar en diverses campanyes, des del Golf de Biscaia a Terranova. El seu objectiu era fer, per als professionals de la mar, mapes de les zones de pesca, que encara no existien. Anita Conti fa fer observacions llavors d'alguns factors ambientals (temperatura de l'aigua, salinitat, etc.) i de la seva influència en les poblacions de peixos. Coneguda pels seus articles sobre la riquesa marina en revistes femenines, com Éve, i diaris, com La République, el 1934 l'oceanògraf Édouard Le Danois va contractar-la per a l'Oficina Científica i Tècnica de Pesca Marítima (OSTPM, institució precursora de l'actual Institut Francès de Recerca per a l'Explotació de la Mar, IFREMER), com a «responsable de propaganda».

### Conclusions alarmants

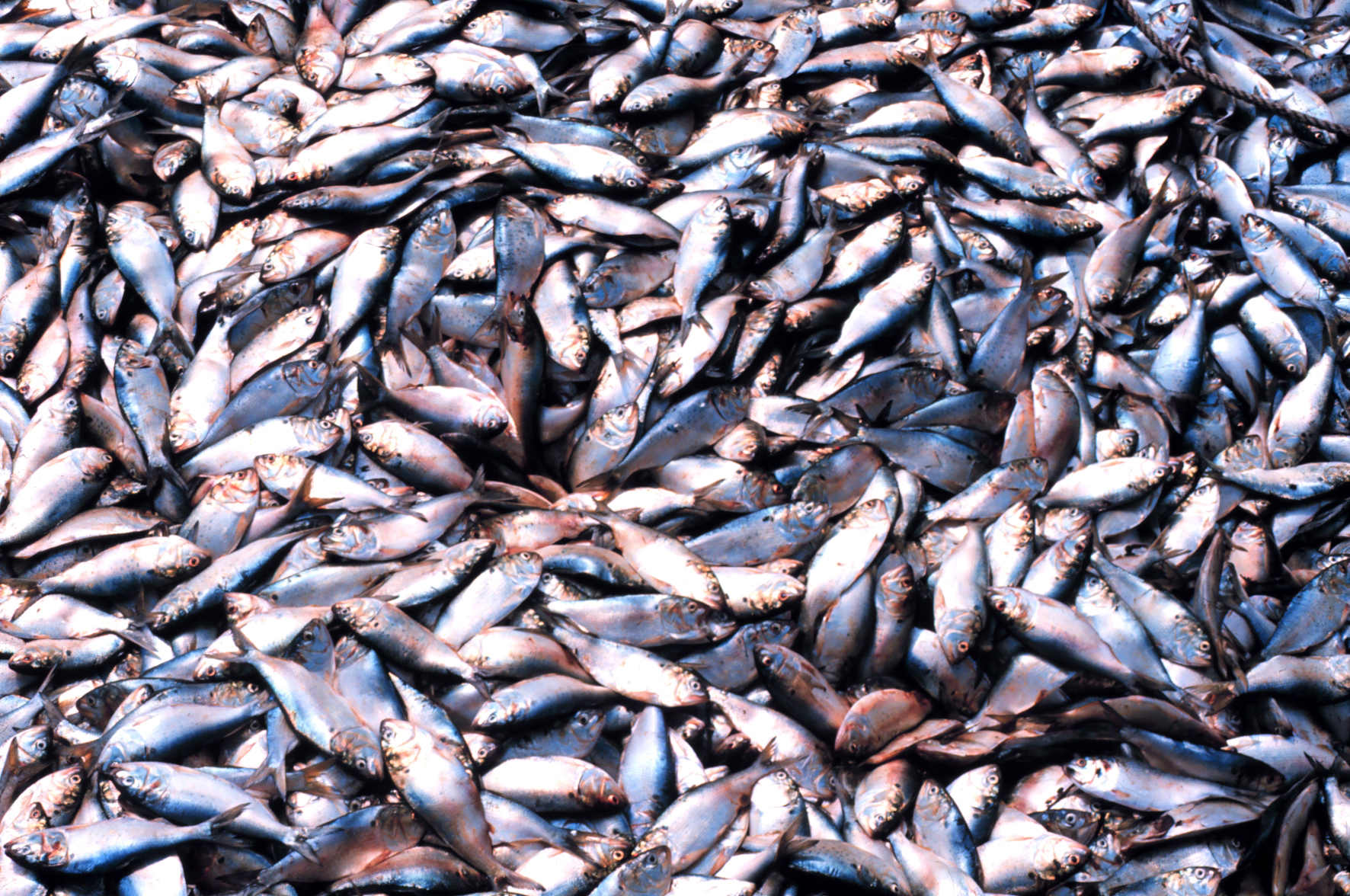
El peix és una font important de proteïnes per als humans.

L'any 1939, Conti va navegar cap a les regions àrtiques a bord del vaixell d'arrossegament Viking, per a una campanya de pesca de tres mesos, a una latitud per damunt dels 75 graus Nord. Les conclusions que en va treure eren molt alarmants pel que fa a la sobreexplotació dels oceans i les conseqüències d'un excés de pesca. En demostrar que la mar no és un recurs inesgotable, va despertar la presa de consciència sobre els problemes ambientals.
De novembre de 1939 a gener de 1940, va embarcar-se en vaixells dragamines al Canal de la Mànega i al mar del Nord. Va ser la primera dona a bord dels vaixells de l'Armada Britànica i va participar en les operacions d'eliminació de mines a Dunkerque. El maig de 1940, va prendre part en l'evacuació de la batalla de Dunkerque de la Segona Guerra Mundial.
L'any 1941, va embarcar-se en un vaixell d'arrossegament que es dirigia cap a la costa africana per continuar la pesca i alimentar la població, atès que la pesca era prohibida a l'Atlàntic Nord a causa de la guerra. Durant dos anys, d'un vaixell a un altre, va observar els pescadors francesos al llarg de les costes africanes, on es van descobrir espècies de peixos desconegudes a França. Va seguir fent mapes de les zones de pesca, i es va interessar per les tècniques de pesca locals.
L'any 1943, el Govern provisional de la República Francesa, a Algèria, li va encarregar investigar els recursos pesquers de l'Àfrica occidental, així com elaborar un estudi per desenvolupar la pesca tradicional. Durant deu anys, va estudiar, a Mauritània, Senegal, Guinea i Costa d'Ivori, la naturalesa dels fons marins, les costes, els estuaris, les diferents espècies de peixos i el seu valor nutritiu, per pal·liar la deficiència de proteïnes de les poblacions locals. De mica en mica, va anar millorant els mètodes de pesca artesanals i les tècniques de conservació, amb la instal·lació d'assecadors i fumadors i zones d'explotació pesquera, i fins i tot va establir una zona de pesca experimental de taurons a Guinea.
Quan les institucions franceses deixaren de subvencionar les seves iniciatives, Conti creà la seva pròpia empresa a Guinea, a Conakry, amb l'objectiu de continuar la seva recerca, promoure la pesca local i millorar l'alimentació de les poblacions. Però les dificultats s'acumularen: violentes tempestes destruïren les seves instal·lacions, i en la dècada de 1950 tornà a França.
L'any 1952, s'embarcà per a una temporada de pesca de més de quatre mesos a Terranova en el Bois Rosé, un potent vaixell de 1.300 cavalls. L'any següent va publicar Racleurs d'océans (Paris, Éditions Payot et rivages), un llibre que és un testimoni de la campanya de pesca del Bois Rosé i que va ser aviat un best-seller, del qual s'han anat fent edicions, la darrera el 2017. El 1955 se'n va publicar també les versions anglesa (Deep Sea Saga) i espanyola (Surcadores de océanos). Però la seva tasca en el Bois Rosé no va limitar-se a la de documentalista de la vida en un vaixell factoria i salador i dels mètodes i condicions de treball a bord. Durant la campanya va portar un registre de les profunditats i característiques del fons marí, la temperatura de l'aigua i d'altres factors ambientals, a més d'anotacions sobre el tipus de pesca que s'aconseguia en els diversos caladors. L'any 1957 va publicar Géants des mers chaudes, en què es descriu la seva experiència a Àfrica.

### Una dona pionera
Anita Conti s'indignava pel malbaratament que veia a bord dels vaixells, que llençaven a la mar grans quantitats de peixos atrapats a les xarxes perquè no tenien valor comercial. Especialment ho va veure en la campanya de pesca del bacallà, en què només interessava aquesta espècie. Llavors va començar una campanya per a l'aprofitament dels peixos que es rebutjaven i sovint es retornaven ja morts a la mar, i va intentar difondre espècies poc conegudes. També va provar la manera de proveir els vaixells amb sistemes de captura selectius.
A la fi de la dècada de 1950 va treballar dos anys amb el comandant Cousteau en el Museu Oceanogràfic de Mònaco classificant espècies que aleshores eren poc conegudes. En la dècada de 1960 també es va convertir en una pionera de l'aqüicultura i va proposar cultivar peixos per al consum i per a repoblar el medi marí. A la costa adriàtica, va cultivar peixos en ambients naturals, en gàbies submergides, i al Mar del Nord, va implantar granges aquàtiques.
L'any 1971 va publicar L'Océan, les bêtes et l'homme (L'Oceà, les bèsties i l'home), en què fa un balanç de les seves investigacions amb relació a les conseqüències de l'activitat humana en el mar, i la seva preocupació per la sobreexplotació pesquera d'algunes regions oceàniques per flotes cada cop més potents i per un volum també més gran de pesca rebutjada. Va difondre el seu testimoni privilegiat del món marí a través de conferències i col·loquis. Va ser la primera francesa a compartir la vida dels pescadors francesos que anaven a Terranova a pescar bacallà, i una pionera de l'oceanografia mundial.

### Últims anys
Quan ja tenia més de vuitanta anys va instal·lar-se a Douarnenez, en el departament de Finisterre, a la Bretanya, on Laurent Girault-Conti, fill adoptiu seu, va ajudar-la a classificar les seves més de 40.000 fotografies, una desena de pel·lícules, els seus quaderns de notes i la seva correspondència. Anita Conti va morir en aquesta localitat el 24 de desembre de 1997. Louis Le Pensec, aleshores ministre d'Agricultura i Pesca de França, va escriure: «Anita Conti -la nostra gran dama de la mar- ens ha deixat a Douarnenez una nit de tempesta que era també una nit de Nadal». Les seves cendres van ser escampades a la mar d'Iroise.

## Llegat i reconeixements
Laurent Girault-Conti va donar un fons fotogràfic de 45.000 negatius en blanc i negre de la seva mare adoptiva a la ciutat de Lorient l'any 2004. L'associació «Cap sur Anita Conti» s'encarrega de digitalitzar els negatius i d'organitzar exposicions amb aquestes fotografies.
El 1993, Anita Conti va ser la padrina del museu i centre d'interpretació Cité de la Mer, creat per l'Espace Scientifique et Technique des Resources Aquatiques et de la Navigation (ESTRAN) a Dieppe. Es tracta d'un espai museogràfic per al coneixement de la mar, especialment del litoral normand.
Diverses escoles i instituts d'ensenyament superior porten el nom d'Anita Conti. També duu el seu nom la draga aspiradora que treballa al gran port marítim de Bordeus. És un vaixell de 89,70 metres d'eslora que va entrar en funcionament el juliol de 2013.

## Obres
- Racleurs d'océans, Paris, 1953 (éd. André Bonne), 1993 ; éd. Payot & Rivages, 1998 (ISBN 2228895911)
- Géants des mers chaudes, Paris, 1957 (éd. André Bonne) ; éd. Payot & Rivages, 1997 (ISBN 2228890936)
- L'Océan, les Bêtes et l'Homme ou l'ivresse du risque, 1971 (éd. André Bonne) ; éd. Payot & Rivages, Paris, 1999 (ISBN 2228895970)
- La route est si longue avant la nuit (antologia inèdita de l'obra poètica d'Anita Conti), Fécamp, Collège Jules Ferry, 1996
- Les Terre-neuvas, éd. du Chêne, Paris, 2004 (ISBN 2842775422)
- Le Carnet viking - 70 jours en mers de Barents (juin-septembre 1939), préface de Catherine Poulain, introduction de Laurent Girault-Conti, éd. Payot, Paris, 2018 (ISBN 2228920282)
- Les Vaisseaux du Hasard (poésie), éditions limitée, 2020.